# Pfarrkirche Wörschach

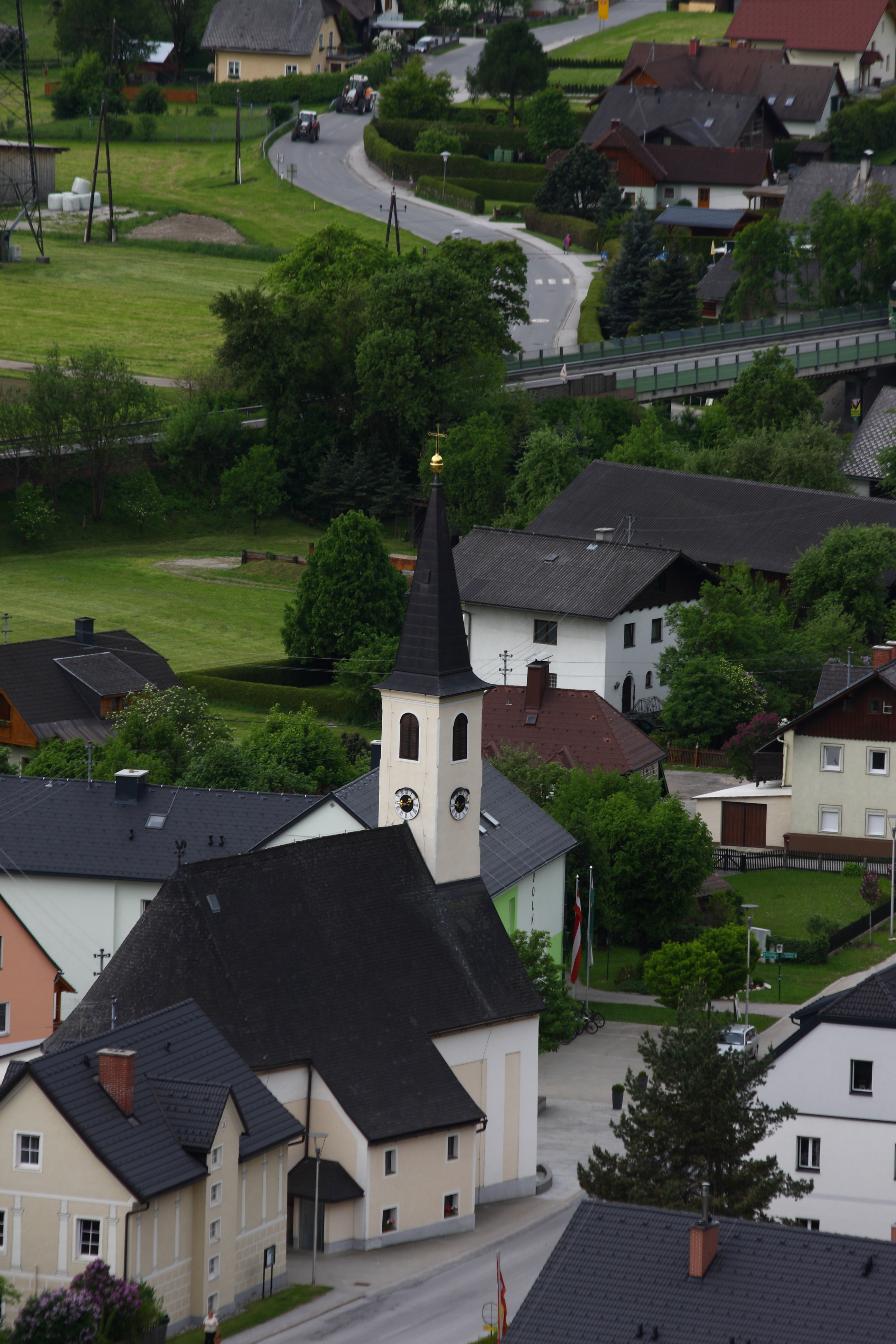
Katholische Pfarrkirche hl. Anna in Wörschach

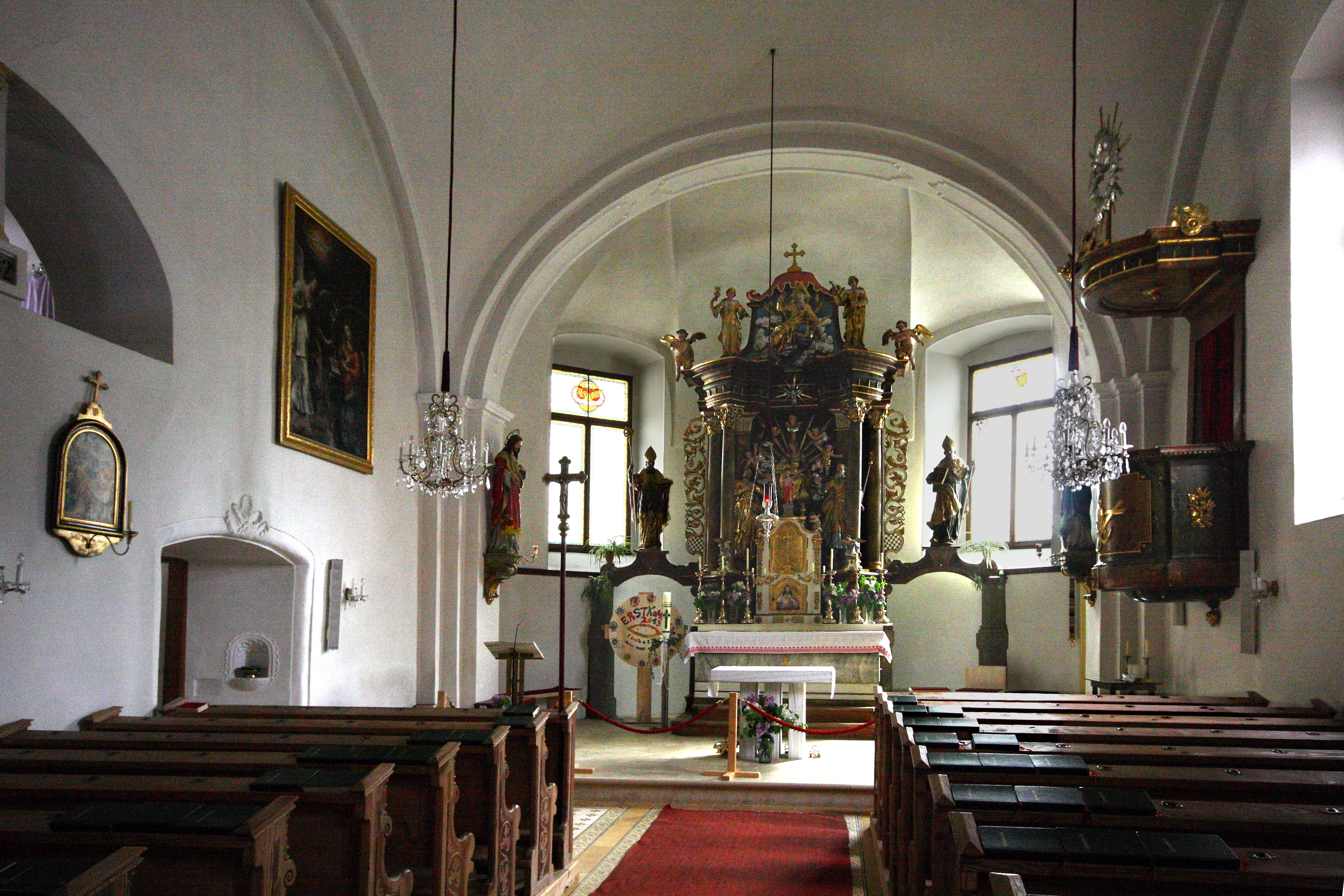
Langhaus, Blick zum Chor

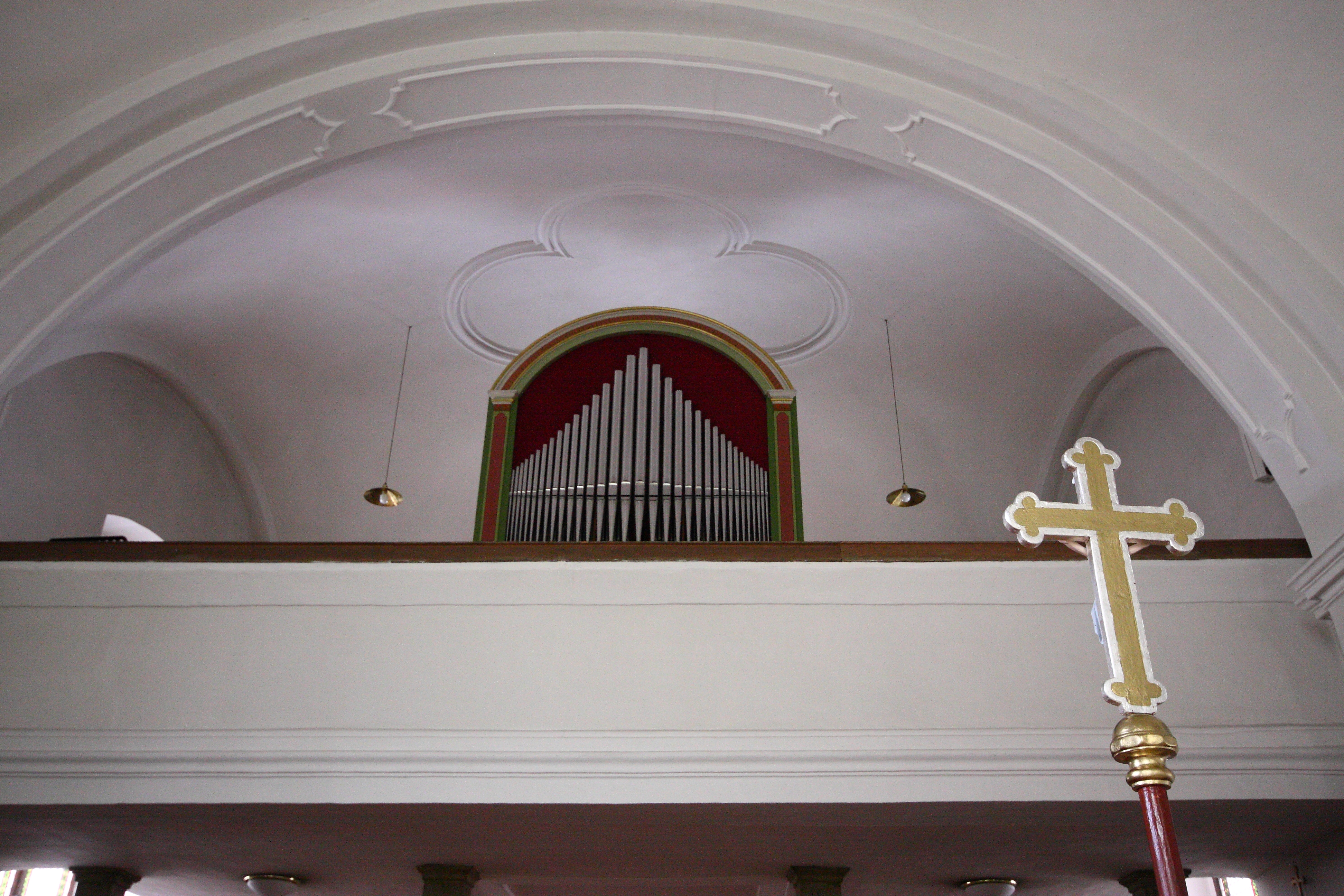
Langhaus, Blick zur Empore

Die römisch-katholische Pfarrkirche Wörschach steht in der Ortschaft der Gemeinde Wörschach im Bezirk Liezen in der Steiermark. Die dem Patrozinium der heiligen Anna unterstellte Pfarrkirche gehört zur Region Ennstal und Ausseerland (Dekanat Oberes Ennstal – Steirisches Salzkammergut) in der Diözese Graz-Seckau. Die Kirche steht unter Denkmalschutz (Listeneintrag).

## Beschreibung
Die Kirche wurde von 1740 bis 1742 als Lokalkaplanei der Pfarrkirche Pürgg erbaut und 1788 zur Pfarrkirche erhoben. 1956 wurde sie außen und 1970 innen restauriert.
Die zweijochige Saalkirche mit einem Halbkreisschluss hat eine aus Flachkuppeln gebildete Decke, deren Gurtbögen auf gestuften Wandpfeilern ruhen. Die weit vorgezogene Westempore steht auf vier Pfeilern. Der über der westlichen Giebelwand aufgesetzte Dachreiter hat einen Spitzhelm.
Der Hochaltar entstand in der Bauzeit, die Kanzel Ende des 18. Jahrhunderts. Unter der Empore befindet sich ein Bild Mariä Verkündigung aus dem 17. Jahrhundert.
Die Orgel entstand 1872.